# Vláda Ehuda Baraka
Vláda Ehuda Baraka byla sestavena Ehudem Barakem ze strany Jeden Izrael 6. července 1999. Vedle strany Jeden Izrael (aliance Strany práce, Mejmad a Gešeru) tvořili koalici Šas, Merec, Jisra'el ba-alija, Mifleget ha-merkaz, Národní náboženská strana a Sjednocený judaismus Tóry. Sjednocený judaismus Tóry opustil vládu v září 1999 kvůli sporu o přepravě turbíny o šabatu.
Po vypuknutí druhé intifády se vláda začala rozpadat. V únoru 2001 Barak vypsal mimořádné volby na post premiéra, které prohrál s vůdcem Likudu Arielem Šaronem. Šaron pak 7. března sestavil 29. vládu.

## Členové vlády
| Vláda                                        | Vláda                                         | Vláda                     |
| Úřad                                         | Člen vlády                                    | Politická strana          |
| -------------------------------------------- | --------------------------------------------- | ------------------------- |
| Předseda vlády                               | Ehud Barak                                    | Jeden Izrael              |
| Místopředseda vlády                          | Jicchak Mordechaj (do 20. května 2000)        | Mifleget ha-merkaz        |
| Místopředseda vlády                          | David Levy (do 4. srpna 2000)                 | Gešer                     |
| Místopředseda vlády                          | Binjamin Ben Eli'ezer                         | Jeden Izrael              |
| Ministr při úřadu předsedy vlády             | Chajim Ramon                                  | Jeden Izrael              |
| Ministr zemědělství                          | Chajim Oron (5. srpna 1999 – 24. června 2000) | Merec                     |
| Ministr zemědělství                          | Ehud Barak (od 24. června 2000)               | Jeden Izrael              |
| Ministr komunikací                           | Binjamin Ben Eli'ezer                         | Jeden Izrael              |
| Ministr obrany                               | Ehud Barak                                    | Jeden Izrael              |
| Ministr školství, kultury a sportu           | Josi Sarid (do 24. června 2000)               | Merec                     |
| Ministr školství, kultury a sportu           | Ehud Barak (od 24. září 2000)                 | Jeden Izrael              |
| Ministryně životního prostředí               | Dalia Icik                                    | Jeden Izrael              |
| Ministr financí                              | Avraham Šochat                                | Jeden Izrael              |
| Ministr zahraničních věcí                    | David Levy (do 4. srpna 2000)                 | Jeden Izrael              |
| Ministr zahraničních věcí                    | Šlomo Ben Ami (od 2. listopadu 2000)          | Jeden Izrael              |
| Ministr zdravotnictví                        | Šlomo Benizri (do 11. července 2000)          | Šas                       |
| Ministr zdravotnictví                        | Roni Milo (od 10. srpna 2000)                 | Mifleget ha-merkaz        |
| Ministr bydlení a výstavby                   | Jicchak Levy (do 12. července 2000)           | Národní náboženská strana |
| Ministr bydlení a výstavby                   | Binjamin Ben Eli'ezer (od 11. října 2000)     | Jeden Izrael              |
| Ministr absorpce imigrantů                   | Ehud Barak (do 5. srpna 1999)                 | Jeden Izrael              |
| Ministr absorpce imigrantů                   | Juli Tamir (od 5. srpna 1999)                 | Nebyla členkou Knesetu    |
| Ministr průmyslu a obchodu                   | Ran Kohen (do 24. června 2000)                | Merec                     |
| Ministr průmyslu a obchodu                   | Ehud Barak (od 24. září 2000)                 | Jeden Izrael              |
| Ministr vnitra                               | Natan Šaransky (do 11. července 2000)         | Jisra'el ba-alija         |
| Ministr vnitra                               | Chajim Ramon (od 11. října 2000)              | Jeden Izrael              |
| Ministr vnitřní bezpečnosti                  | Šlomo Ben Ami                                 | Jeden Izrael              |
| Ministr spravedlnosti                        | Josi Bejlin                                   | Jeden Izrael              |
| Ministr práce a sociální péče                | Eli Jišaj (do 11. července 2000)              | Šas                       |
| Ministr práce a sociální péče                | Ra'anan Kohen (od 10. srpna 2000)             | Jeden Izrael              |
| Ministr národní infrastruktury               | Eli Suisa (do 11. července 2000)              | Šas                       |
| Ministr národní infrastruktury               | Avraham Šochat (od 11. října 2000)            | Jeden Izrael              |
| Ministr regionální spolupráce                | Šimon Peres                                   | Jeden Izrael              |
| Ministr náboženských věcí                    | Jicchak Kohen (do 11. července 2000)          | Šas                       |
| Ministr náboženských věcí                    | Josi Bejlin (od 11. října 2000)               | Jeden Izrael              |
| Ministr vědy                                 | Ehud Barak (do 5. srpna 1999)                 | Jeden Izrael              |
| Ministr vědy                                 | Matan Vilna'i (od 5. srpna 1999)              | Jeden Izrael              |
| Ministr sociálních věcí a diaspory           | Micha'el Melchi'or                            | Jeden Izrael              |
| Ministr turismu                              | Ehud Barak (do 5. srpna 1999)                 | Jeden Izrael              |
| Ministr turismu                              | Amnon Lipkin-Šachak (od 5. srpna 1999)        | Mifleget ha-merkaz        |
| Ministr dopravy                              | Jicchak Mordechaj (do 30. května 2000)        | Mifleget ha-merkaz        |
| Ministr dopravy                              | Amnon Lipkin-Šachak (od 11. října 2000)       | Mifleget ha-merkaz        |
| Náměstek ministr komunikací                  | Jicchak Vaknin (do 11. července 2000)         | Šas                       |
| Náměstek ministra obrany                     | Efrajim Sne                                   | Jeden Izrael              |
| Náměstek ministra školství, kultury a sportu | Mešulam Nahari (do 11. července 2000)         | Šas                       |
| Náměstek ministra školství, kultury a sportu | Ša'ul Jahalom (do 12. července 2000)          | Národní náboženská strana |
| Náměstek ministra financí                    | Nisim Dahan (do 11. července 2000)            | Šas                       |
| Náměstek ministra zahraničních věcí          | Naváf Masálaha                                | Jeden Izrael              |
| Náměstkyně ministra absorpce imigrantů       | Marina Solodkin (do 11. července 2000)        | Jisra'el ba-alija         |
| Náměstek ministra náboženských věcí          | Jig'al Bibi (do 12. července 2000)            | Národní náboženská strana |